# Lézan
Lézan ist eine französische Gemeinde mit 1.580 Einwohnern (Stand: 1. Januar 2022) im Département Gard in der Region Okzitanien. Sie gehört zum Arrondissement Alès und zum Kanton Quissac.

## Geografie
Lézan liegt etwa elf Kilometer südsüdwestlich von Alès. Der Gardon (als Gardon d'Anduze) begrenzt die Gemeinde im Norden. Die Nachbargemeinden von Lézan sind Boisset-et-Gaujac im Nordwesten und Norden, Ribaute-les-Tavernes im Nordosten, Cardet im Osten, Saint-Jean-de-Serres im Südosten, Canaules-et-Argentières im Süden sowie Massillargues-Attuech im Westen.

## Bevölkerungsentwicklung
| Jahr                       | 1962 | 1968 | 1975 | 1982 | 1990 | 1999 | 2006 | 2020 |
| -------------------------- | ---- | ---- | ---- | ---- | ---- | ---- | ---- | ---- |
| Einwohner                  | 691  | 665  | 685  | 734  | 870  | 980  | 1207 | 1535 |
| Quellen: Cassini und INSEE |      |      |      |      |      |      |      |      |

## Sehenswürdigkeiten
- katholische Kirche St. Peter und Paul
- Protestantische Kirche (Temple) aus dem 11./12. Jahrhundert
- Schloss Lézan, seit 1998 Monument historique und Uhrturm
- Ortsbefestigung
- Brücke von Lézan

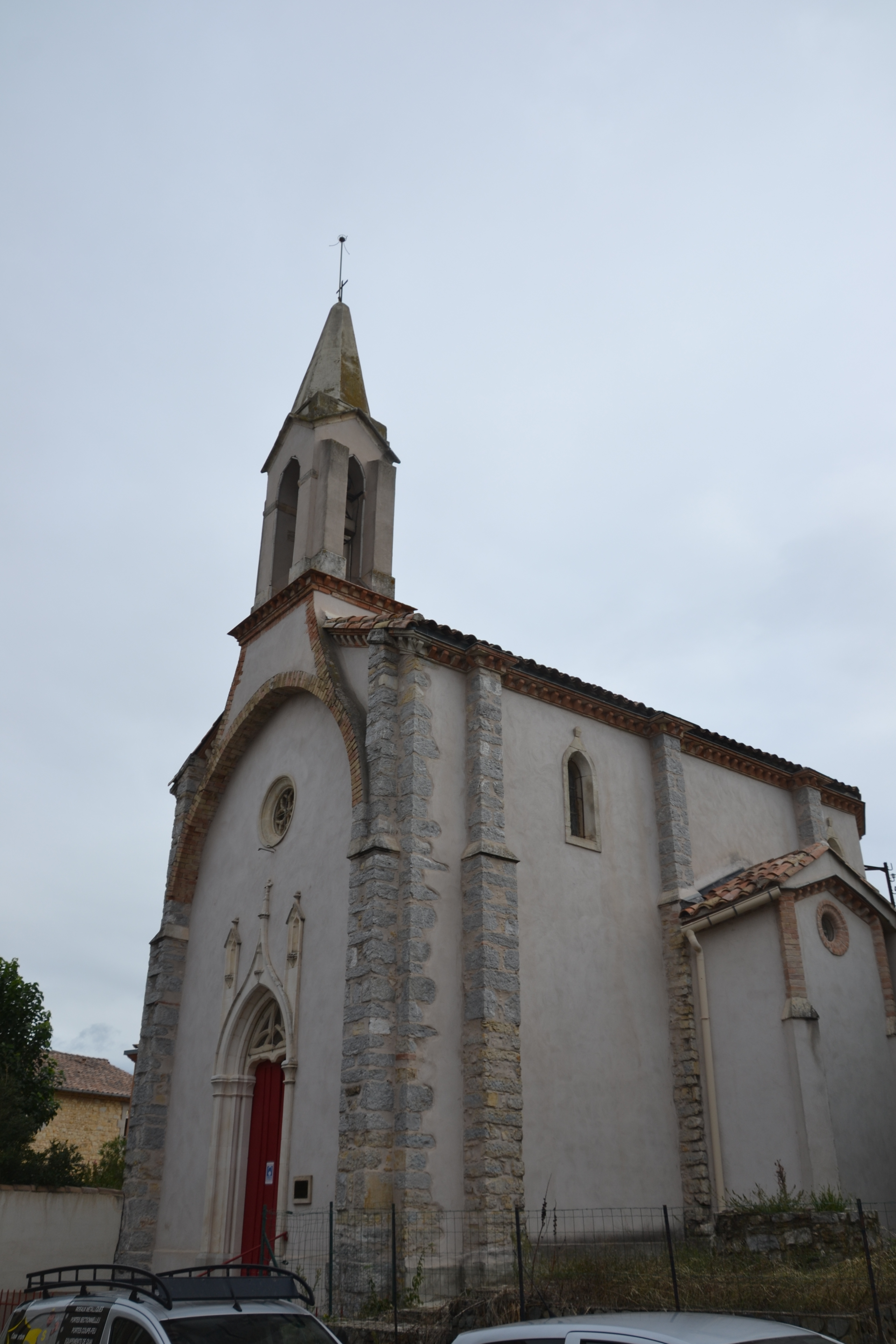
Kirche St. Peter und Paul
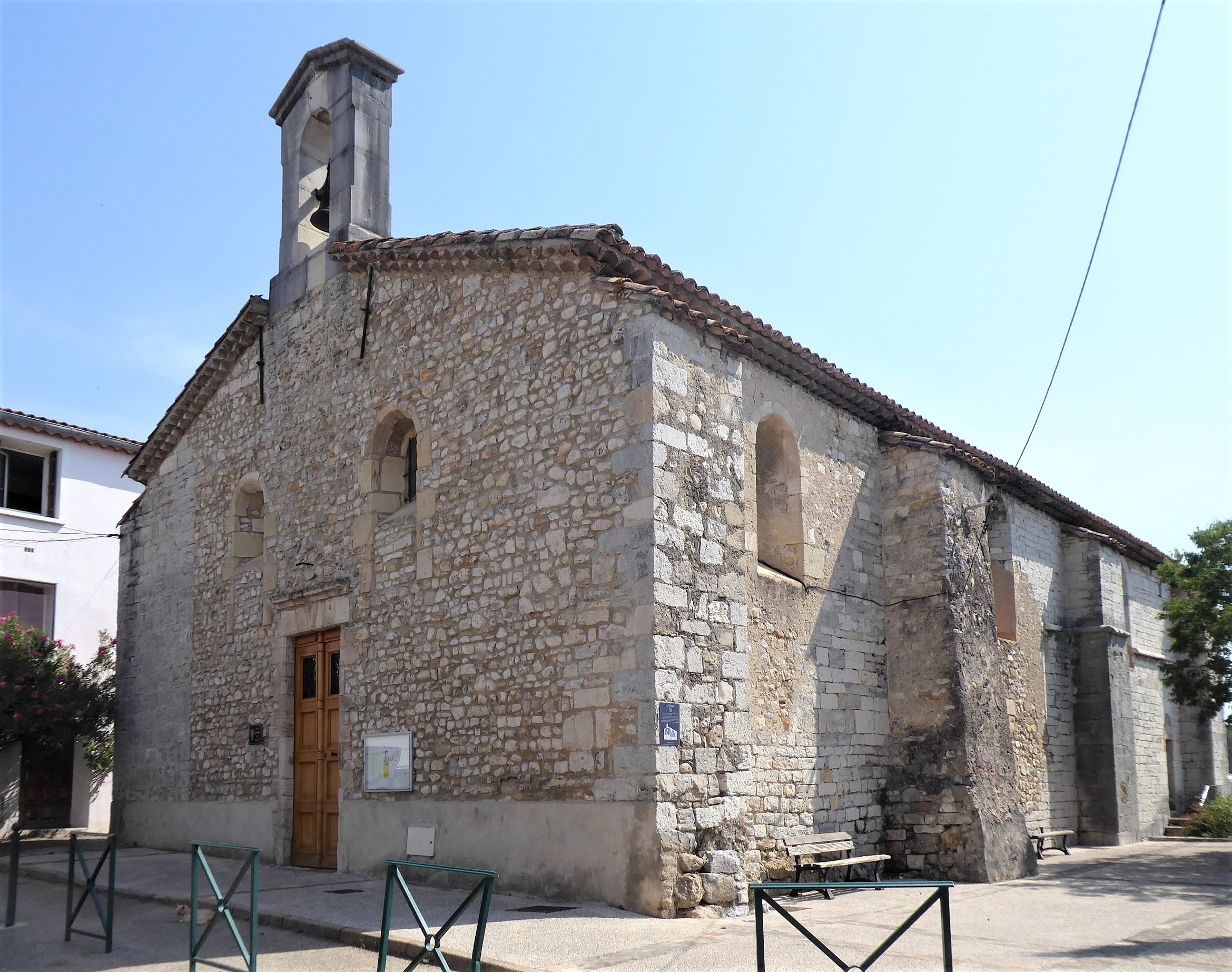
Protestantische Kirche
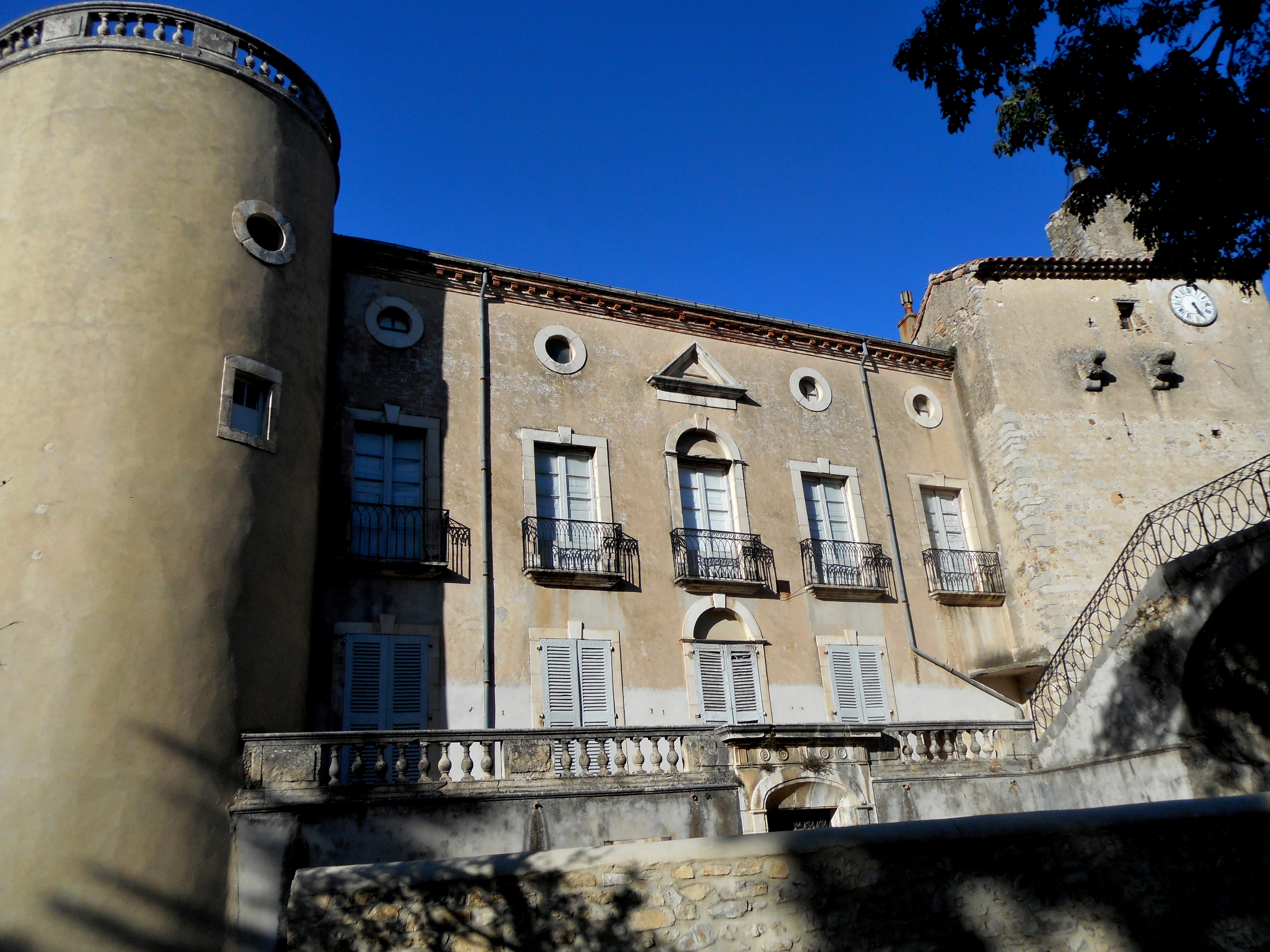
Schloss und Uhrturm
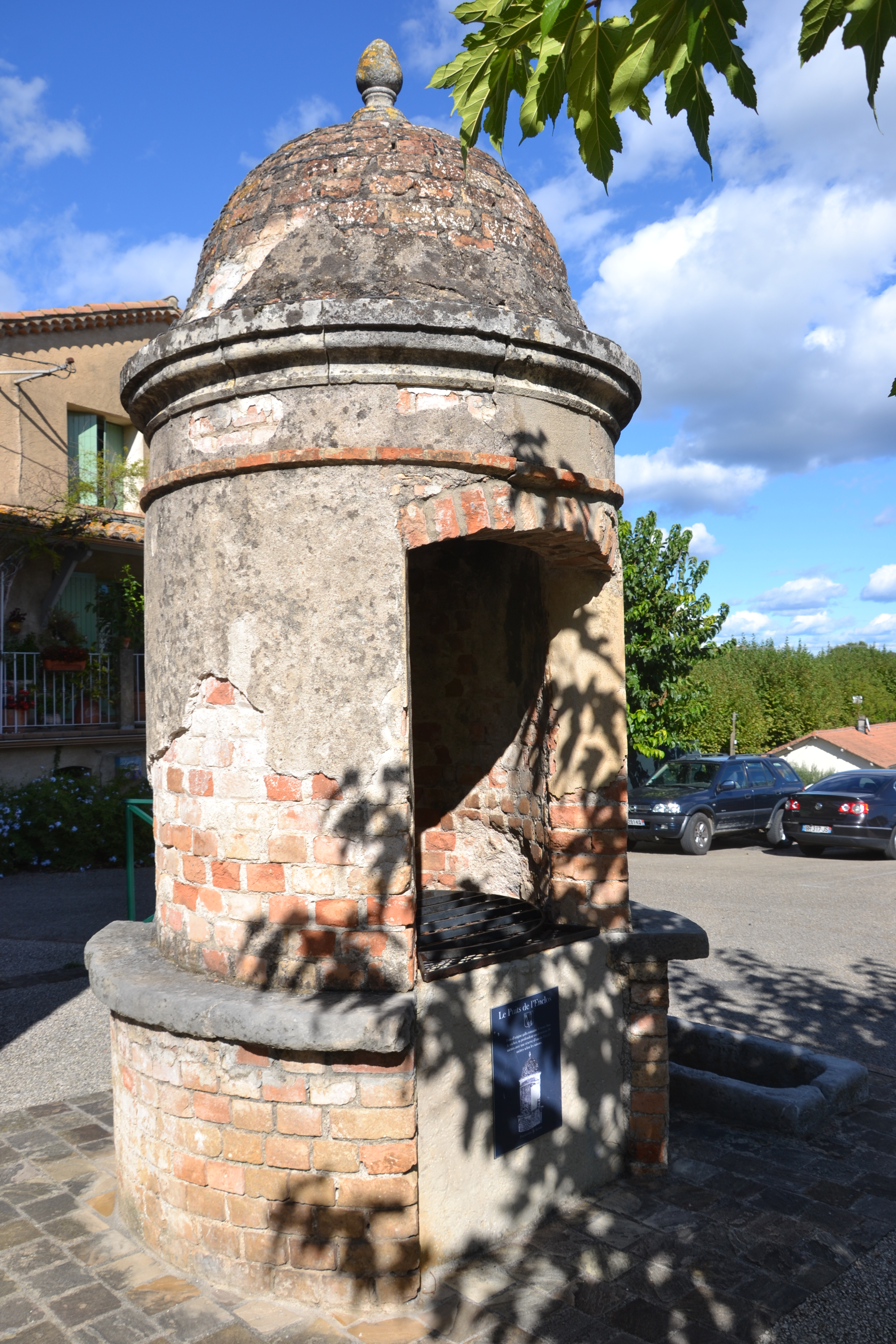
Überdachter Brunnen
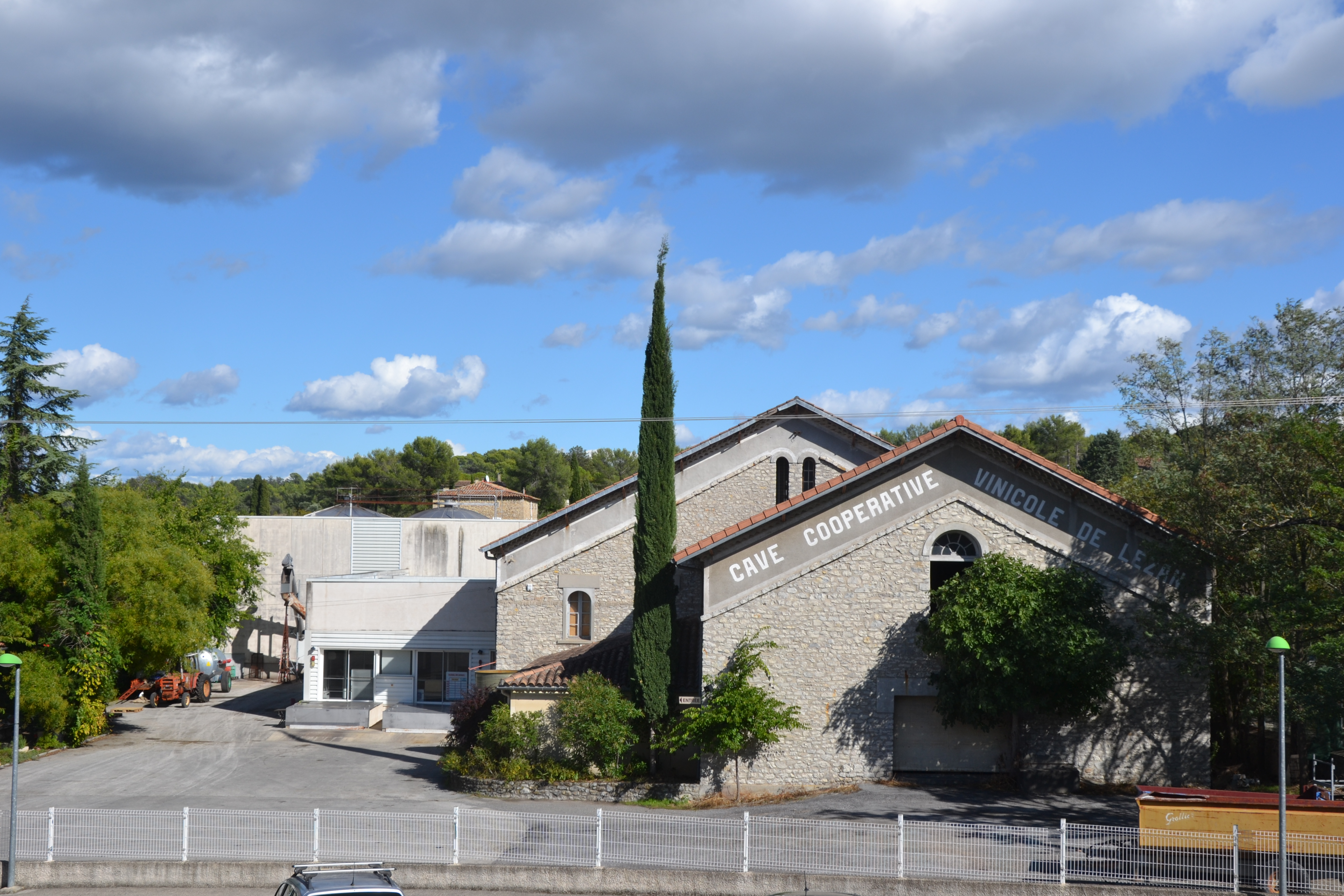
Weinbau-Kooperative

## Persönlichkeiten
- Louis Méjan (1874–1955), Politiker